# 南村乡 (乐安县)
南村乡，是中华人民共和国江西省抚州市乐安县下辖的一个乡镇级行政单位。

## 行政区划
南村乡下辖以下地区：
南村、大里村、西坑村、太平村、望下村、山心村、管坊村、茅岗村、努坪村、樟坑村、前团村、车头村和炉同村。